# Aissata Amegee
Aissata Ameyo Amegee (* 6. Mai 1975) ist eine togoische Fußballschiedsrichterin.
Von 2001 bis 2018 stand Amegee auf der Liste der FIFA-Schiedsrichter und leitete internationale Fußballspiele.
Amegee war bei der U-17-Weltmeisterschaft 2014 in Costa Rica und bei der U-17-Weltmeisterschaft 2016 in Jordanien im Einsatz, bei denen sie jeweils ein Partie pfiff.
Beim Afrika-Cup 2016 in Kamerun leitete Amegee zwei Spiele, darunter das Finale zwischen Kamerun und Nigeria (0:1).